# Robert Montgomery (administrateur colonial)
Pour les articles homonymes, voir Robert Montgomery.
Robert Montgomery, né le 2 décembre 1809 à Moville et mort le 28 décembre 1887 à Londres, est un administrateur colonial britannique. 

## Biographie
Il fait ses études au Foyle College (en) à Derry, à la Wraxall Hall Scholl dans le Wiltshire puis de 1823 à 1825, à l'Addiscombe Military Seminary (en) à Croydon dans le Surrey. 
Entré en 1826 dans la Compagnie britannique des Indes orientales, Montgomery arrive au Bengale en 1827. Il sert dès 1849 comme commissaire à Lahore puis juge (1856). 
Membre de l'Indian Civil Service, au moment de la révolte des cipayes, il défend la ville et fait désarmer la garnison indigène pour l'empêcher de participer à l'émeute. 
Du 3 avril 1858 au 15 février 1859, il est commissaire en chef de l'Oudh. Succédant à John Lawrence, il est ensuite lieutenant-gouverneur du Penjab de 1859 à 1865 puis il reprend sa fonction de juge à la fin de son mandat et est remplacé au Penjab par son gendre Donald Friell McLeod (en),.
Il meurt le 28 décembre 1887 à Londres d'une bronchite, à l'âge de 79 ans. Il est inhumé dans le caveau familial de la Cathédrale Saint-Colomba de Derry, le 3 janvier 1888. Il existe aussi un mémorial pour lui dans la Cathédrale Saint-Paul de Londres. 

## Hommages
- La ville de Sahiwal au Pakistan, fondée en 1865, a porté autrefois son nom.
- Le Montgomery District (en) porte son nom.